# NGC 6537
NGC 6537 es una nebulosa planetaria en la constelación de Sagitario distante unos 1900 años luz de la Tierra. Se la conoce también con el nombre de nebulosa de la Araña Roja.
NGC 6537 es una nebulosa con dos lóbulos simétricos, originados por la atracción gravitatoria de una enana blanca y una estrella acompañante, ambas invisibles en la imagen obtenida con el telescopio espacial Hubble. Además emiten una enorme cantidad de rayos X que no se observa al quedar fuera del espectro visible.
La enana blanca central, remanente compacto de la estrella original, genera un fuerte viento estelar muy caliente (~10 000 K) con una velocidad de 2500-4000 km/s, que ha generado ondas con picos de 100 000 millones de kilómetros de largo. Estas ondas son originadas por choques supersónicos, formados cuando el gas es comprimido y calentado por los lóbulos expandiéndose a gran velocidad. Los átomos capturados en estas colisiones emiten la luz mostrada en la imagen. Con una temperatura estimada de al menos 500 000 K, es una de las estrellas más calientes que se conocen.